# Unió Navarresa d'Esquerres
Unió Navarresa d'Esquerres o oficialment Unión Navarra de Izquierdas (d'acrònim UNAI que en basc vol dir pastor de vaques) era una coalició electoral formada al voltant del Euskadiko Mugimendu Komunista (EMK, Moviment Comunista d'Euskadi), Euskal Iraultzarako Alderdia (EIA, Partit per a la revolució Basca) i altres forces marxistes basco-navarreses el 1977, per a presentar llistes a les eleccions generals espanyoles en la circumscripció de Navarra, mentre la coalició aliada Euskadiko Ezkerra es presentava en les circumscripcions de Biscaia, Guipúscoa i Àlaba. Advocava per la incorporació de Navarra a la Comunitat Autònoma Basca.

## Història[calcitació]
A les eleccions de 1977 UNAI va aglutinar la major part del vot nacionalista basc d'esquerres a Navarra obtenint el 9,47% dels vots i convertint-se en la tercera força política de la província. Malgrat aquest èxit relatiu, els seus una mica menys de 25.000 vots van ser insuficients per a donar-li un diputat a les Corts constituents (UCD va obtenir tres diputats dels cinc en joc i el PSE-PSOE els dos restants). Tampoc va assolir representació en el Senat.
Quan molts candidats i militants d'Euskadiko Ezkerra van abandonar la coalició per a formar Herri Batasuna, UNAI es va veure afectat encara més per aquesta escissió. En les eleccions a Corts de 1979 va baixar en percentatge de vots al 4,34%, quedant ja molt lluny d'obtenir qualsevol representació. En les eleccions al Parlament Foral d'abril de 1979 obtingué uns resultats encara més pobres, amb un 2,92% dels vots, però almenys va obtenir un parlamentari en el primer Parlament Foral de Navarra.
A partir de 1982, quan Euskadiko Ezkerra es constituí en partit polític, UNAI desaparegué del panorama polític navarrès i fou substituïda en el seu espai per aquest partit. No obstant això, la presència d'Euskadiko Ezkerra a Navarra serà poc menys que testimonial en els successius anys encara que en les eleccions autonòmiques de 1987 assoliria el 3,44% dels vots i un parlamentari foral.

## Resultats electorals

### Parlament de Navarra
| Any  | Vots  | %    | Escons | +/- |
| ---- | ----- | ---- | ------ | --- |
| 1979 | 7.419 | 2,92 | 1 / 70 | Nou |